# يوغيف بين سيمون
يوغيف بين سيمون هو لاعب كرة قدم إسرائيلي في مركز ظهير ‏، ولد في 6 أبريل 1986 في ريشون لتسيون في إسرائيل. لعب مع Hapoel Nir Ramat HaSharon F.C. ‏.